# Charybdis sexdentata
Charybdis sexdentata is een krabbensoort uit de familie van de Portunidae. De wetenschappelijke naam van de soort is voor het eerst geldig gepubliceerd in 1783 door Herbst.